# .30-40 Krag

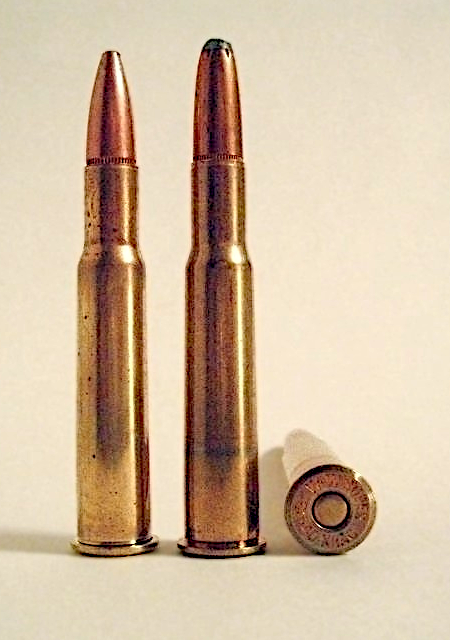
Dois exemplares do .30-40 Krag.

O .30-40 Krag (também chamado .30 US ou .30 Army) foi um cartucho desenvolvido no início de 1890 para fornecer às forças armadas dos EUA um cartucho de pólvora sem fumaça adequado para uso com rifles de repetição de pequeno calibre modernos a serem selecionados nos testes de armas de menor calibre de 1892. 
Como o cartucho que o .30-40 Krag estava substituindo era o .45-70 Government, a munição era considerada de pequeno calibre na época. 
O projeto de arma selecionado para usar o .30-40 Krag foi, em última instância, o Krag-Jørgensen, formalmente adotado como o M1892 Springfield. Também foi usado no M1893 e mais tarde nas Gatling.

## Histórico
Embora a Marinha dos EUA e o Marine Corps tenham adotado um número limitado de rifles por ação de ferrolho usando munição de pólvora sem fumaça, o .30-40 foi o primeiro cartucho adotado pelo Exército dos EUA que foi projetado desde o início para uso de pólvora sem fumaça. Depois de um breve experimento utilizando uma bala de 230 grãos, o .30 Army foi padronizado em 1894 usando uma bala de ponta redonda com camisa de metal de 220 grãos (14 g) com 40 gr (2,6 g) de pólvora de nitrocelulose. Este carregamento desenvolveu uma velocidade máxima de 2.000 pés/s (610 m/s) no cano de 30 polegadas (760 mm) do rifle Krag, e 1.960 pés/s (600 m/s) no cano de 22 polegadas (560 mm) da carabina Krag.
O cartucho de .30-40 com aro também era conhecido como .30 Army ou .30 US. Embora o .30-40 Krag tenha sido o primeiro cartucho de pólvora sem fumaça adotado pelos militares dos EUA, ele manteve o sistema de nomenclatura de "calibre-carga" anterior cartuchos de pólvora negra, ou seja, uma bala de calibre .30 impulsionada por 40 grãos (2,6 g) de pólvora sem fumaça. O primeiro uso de um cartucho de pólvora sem fumaça pela Winchester foi uma arma de tiro único em 30-40, e foi um dos únicos três cartuchos para os quais a ação da alavanca Winchester de 1895, introduzida em 1896, foi originalmente projetada.